# Chaenocardiidae
Chaenocardiidae zijn een uitgestorven familie van tweekleppigen uit de orde Pectinida.